# Robert Dundas, 9. Viscount Melville
Robert David Ross Dundas, 9. Viscount Melville (* 28. Mai 1937 in Melville Castle, Dalkeith; † 21. Juli 2011 in Wiltshire) war ein britischer Peer, Soldat und Politiker der Conservative Party.

## Leben und Karriere
Dundas wurde am 28. Mai 1937 als Sohn von Robert Maldred St John Melville Dundas (1912–1940) und Margaret Connell Ross geboren.
Seine Familie kann ihre Ursprünge bis zurück ins 18. Jahrhundert verfolgen und zu Henry Dundas, 1. Viscount Melville, der der Regierung von William Pitt dem Jüngeren angehörte.
Dundas hatte enge Verbindungen mit Edinburgh, insbesondere mit Dalkeith, wo seine Vorfahren lebten.
Während des Krieges lebte er bei seiner Großmutter in Ayrshire. Nach dem Krieg heiratete seine Mutter wieder. Dundas wuchs in Keltie Castle in Perthshire auf. 
Er besuchte die Cargilfield Preparatory School in Edinburgh und das Wellington College in Berkshire. Nach dem Abschluss der Schule trat er in den Militärdienst ein. 1956 wurde er Mitglied der Scots Guards. Dort erreichte er den Rang eines Captains. Er diente beim 2nd Bataillon in Westdeutschland und später mit der L Company in Caterham. Durch Teilnahme an verschiedenen Veranstaltungen blieb er diesem verbunden.
In den folgenden Jahren behielt er eine enge Verbindung mit dem Militär bei, durch seine Mitgliedschaft bei der Territorial Army bei der Ayrshire Yeomanry. Bei den Scots Guards war er Captain der Reserve.
Er kehrte nach dem Krieg nicht nach Melville Castle zurück, verbrachte seine Jugend aber im nahe gelegenen Esk Cottage.
Dundas war Mitglied des Midlothian County und District Councils. Bei der Lasswade Civic Society war er Präsident. 
Er beschäftigte sich mit dem Wohl von Unterprivilegierten und älteren Menschen. Bei der Gründung der Lasswade Civic Society 1971 trat er in diese ein. Bei Bemühungen um eine Reinigung des River Esk engagierte er sich. Dundas war Mitglied des Treuhandrates (Trustee) der Poltonhall Community Association.
Er litt an mehreren Krankheiten. 1990 litt er an einem Abszess am Gehirn, der fast tödlich geworden wäre.

## Mitgliedschaft im House of Lords
Dundas erbte 1971 den Titel des Viscount Melville nach dem Tod seines Onkels und den damals damit verbundenen Sitz im House of Lords. Seine Antrittsrede hielt er am 28. September 1976.
Im selben Jahr sprach er mehrfach zur sozialen Sicherung. 1977 stellte er eine Anfrage zum Verbleib von Robert Scanlon. Erst 1985 sprach er dort wieder. Zwei Jahre später meldete er sich zuletzt zu Wort.
In seinen späteren Jahren arbeitete er in der City of London und nahm regelmäßig an Sitzungen des Oberhauses teil. 
- Sitzungsperiode 1997 / 1998: 12 Tage[4]

Mit dem House of Lords Act 1999 verlor er seinen Sitz. Für einen der verbleibenden Sitze für Hereditary Peers war er nicht zur Wahl angetreten. Er war aber im Register Of Hereditary Peers verzeichnet.

## Familie und Tod
Dundas heiratete am 23. Juli 1982 Fiona Margaret Stilgoe, die Tochter von Roger Kirkpatrick Stilgoe.
Zusammen haben sie zwei Kinder.
Nach seiner Hochzeit machte er den Süden zu seinem Hauptwohnsitz, zunächst in Gloucestershire und später Wiltshire. Sein Interesse an schottischen Angelegenheiten behielt er bei.
Er starb am 21. Juli 2011 in Wiltshire im Alter von 74 Jahren.
Den Titel erbte sein ältester Sohn, Robert Henry Kirkpatrick Dundas.
Die Trauerfeier fand in Lasswalde statt.